# Siegfried I. (Anhalt)
Siegfried I., Fürst von Anhalt-Köthen (* um 1230; † nach dem 25. März 1298 in Köthen) war ein regierender anhaltischer Landesfürst aus dem Geschlecht der Askanier. Er regierte von 1252 bis 1298.

## Leben
Siegfried I. war der dritte Sohn von Heinrich I., Fürst von Anhalt, und Irmingard von Thüringen. Beim Tod Heinrichs I. wurde das Fürstentum unter dessen Söhnen Heinrich II. „dem Fetten“ (Anhalt-Aschersleben), Bernhard I. (Anhalt-Bernburg) und Siegfried (Anhalt-Köthen) aufgeteilt.
Nach dem Tode des letzten ludowingischen Landgrafen von Thüringen Heinrich Raspe besetzte Siegfried im Verlauf des Thüringisch-hessischen Erbfolgekrieges die Pfalzgrafschaft, für die er Erbansprüche als Sohn Irmingards erhob. Später verzichtete er gegenüber den Wettinern auf die Landgrafschaft, von denen er dafür eine Entschädigung erhielt. Im Jahre 1273 war Siegfried einer der Kandidaten für die Königswahl, die  Rudolf von Habsburg für sich entschied.
Siegfried war mit Katharina Birgersdottir von Schweden (1245–1289), einer Tochter von Birger Jarl, verheiratet. Ihr gemeinsamer Sohn, Albrecht I., trat nach Siegfrieds Tod dessen Nachfolge an.